# Мужская сборная Боснии и Герцеговины по баскетболу
Мужская сборная Боснии и Герцеговины по баскетболу представляет Боснию и Герцеговину на международных баскетбольных соревнованиях.

## История
До распада Югославии в 1992 году игроки, родившиеся в Боснии и Герцеговине, выступали за сборную Югославии. В числе известных боснийцев в составе сборной Югославии были Мирза Делибашич, Дражен Далипагич, Предраг Данилович, Зоран Савич, Александр Николич и Борислав Станкович. В тот период столица Боснии и Герцеговины Сараево был одним из пяти городов, где проходили матчи чемпионата мира 1970 года, на котором сборная Югославии впервые стала сильнейшей командой планеты.
С момента обретения независимости Босния и Герцеговина регулярно отбиралась на Евробаскет. Её лучшим результатом стало 8-е место в 1993 году, когда сборная вышла в четвертьфинал. Босния и Герцеговина пропускала первенство континента только три раза: в 1995, 2007 и 2009 годах.

## Текущий состав
| Перейти к шаблону «Состав сборной Боснии и Герцеговины по баскетболу» | Состав сборной Боснии и Герцеговины по баскетболу |  |

| Поз. | №  | Имя               | Дата рождения (возраст) | Рост   | Клуб            |
| ---- | -- | ----------------- | ----------------------- | ------ | --------------- |
| Ц    | 0  | Юсуф Нуркич       | 23 августа 1994 (22)    | 213 см | Денвер Наггетс  |
| РЗ   | 4  | Ади Захирагич     | 24 февраля 1995 (21)    | 187 см | Спарс Сараево   |
| ЛФ   | 5  | Недим Буза        | 10 мая 1995 (21)        | 202 см | Теленет Остенде |
| ЛФ   | 7  | Адин Врабац       | 27 января 1994 (22)     | 205 см | Партизан        |
| ЛФ   | 8  | Милан Милошевич   | 26 сентября 1985 (30)   | 202 см | АЕК             |
| АЗ   | 9  | Амар Гегич        | 14 февраля 1998 (18)    | 198 см | Спарс Сараево   |
| РЗ   | 10 | Неманья Гордич    | 25 сентября 1988 (27)   | 194 см | Будучност       |
| Ц    | 11 | Элмедин Киканович | 2 сентября 1988 (28)    | 208 см | Альба           |
| ТФ   | 12 | Мирза Телетович   | 17 сентября 1985 (30)   | 206 см | Милуоки Бакс    |
| ЛФ   | 13 | Джанан Муса       | 8 мая 1999 (17)         | 205 см | Цедевита        |
| ТФ   | 22 | Эмир Сулейманович | 13 июля 1995 (21)       | 206 см | Цибона          |
| АЗ   | 25 | Никола Гайич      | 15 июля 1991 (25)       | 195 см | Спарс Сараево   |
| ТФ   | 77 | Миралем Халилович | 22 июля 1991 (25)       | 205 см | Шибеник         |

## Результаты

### Чемпионат Европы
- 1993: 8-е место
- 1995: не участвовала
- 1997: 15-е место
- 1999: 15-е место
- 2001: 13-е место
- 2003: 15-е место
- 2005: 15-е место
- 2007: не участвовала
- 2009: не участвовала
- 2011: 19-е место
- 2013: 12-е место
- 2015: 23-е место
- 2022: 18-е место

### Кубок бывшей Югославии
- 2011: 4-е место
- 2012:  2-е место

## Главные тренеры
| Годы      | Имя                 |
| --------- | ------------------- |
| 1993      | Мирза Делибашич     |
| 1993–1995 | Фарук Куленович     |
| 1995–2001 | Сабит Хаджич        |
| 2001–2003 | Драшко Проданович   |
| 2004–2006 | Менсур Байрамович   |
| 2006–2008 | Ненад Маркович      |
| 2008–2010 | Менсур Байрамович   |
| 2010–2012 | Сабит Хаджич        |
| 2012–2013 | Александар Петрович |
| 2014–2016 | Душко Иванович      |
| 2016–2017 | Дамир Мулаомерович  |
| 2017–н.в. | Душко Вуйошевич     |